# سولفید توریم (IV)
سولفید توریم(IV) (به انگلیسی: Thorium(IV) sulfide) با فرمول شیمیایی ThS۲ یک ترکیب شیمیایی است. که جرم مولی آن 296.17 g/mol می‌باشد. شکل ظاهری این ترکیب، بلورهای قهوه‌ای تیره است.